# 魔形叉尾帶魚
魔形叉尾帶魚，为輻鰭魚綱鱸形目鯖亞目带鱼科的其中一種。分布於東南太平洋的加拉巴哥群島海域，棲息深度100-500公尺，體長可達69公分。

## 扩展阅读
維基物種上的相關：魔形叉尾帶魚